# Социальная система (Акофф)
Социальная система по Р. Л. Акоффу — это множество социальных индивидов, и каждый социальный индивид может рассматриваться как система.
Индивидуализация социального индивида требует правил включения (исключения) психологических индивидов в данную совокупность, действующих на определённом отрезке времени.
Социальный индивид — это наиболее общий тип социального объединения. Общественные науки проявляют интерес не к типу социального индивида, а к социальной группе.
По мнению Р. Л. Акоффа, любая социальная группа является социальным индивидом, но не все социальные индивиды относятся к социальным группам.
Социальная группа, по Р. Л. Акоффу, это система, участниками которой являются целеустремлённые индивиды, умышленно сопродуцирующие достижение общей цели. Общая цель, при этом, понимается как некий результат, к которому стремится каждый участник социального индивида.
Стремление сопродуцировать достижение общих целей — это то, что продуцирует взаимодействие, объединяющее индивидов в социальные группы.
Некоторые группы называются организациями.

## Понятие организации по Акоффу
По мнению Р. Л. Акоффа, организация — это такая социальная система, в которой состояние любой части можно определить, зная только состояние всей системы. Изменения одной части обязательно влияют на другую часть через изменение состояния всей системы. Из определения следует, что организованная социальная система наделена свойством самостоятельно выбирать способ действия при повторении одинаковых ситуаций или в различных ситуациях в соответствии с общими целями.
Неорганизованная социальная группа, в отличие от организации, тоже имеет индивидуальные целеустремлённые элементы, но они не могут произвести всей группой целеустремлённый выбор.
В социальной группе существует функциональное разделение труда, если:
1. общая цель разбивается на множество подцелей, каждая из которых необходима, и все вместе подцели достаточны для достижения общей цели;
2. каждый из участников входит в одну из подгрупп;
3. каждая подгруппа имеет свой состав;
4. каждая подгруппа имеет своё множество подцелей, не совпадающее с подцелями других групп.

Исходя из разделения труда в организации, Р. Л. Акофф уточняет определение данного понятия в социологии. В своей работе учёный говорит о том, что в его понимании организация представляет собой некую социальную группу, отличительной чертой которой являются функциональное разделение труда. Однако самое главное — это то, что данное разделение направленно непосредственно на достижение общей цели или целей.

## Классификация социальных групп по Акоффу
Р. Л. Акофф предложил классифицировать социальные группы следующим образом:
Унинодальной назвал организацию, имеющую иерархическую структуру. Во главе пирамиды власти в такой организации находится индивид, имеющий решающий голос и способный разрешать все проблемы, возникающие на нижних уровнях организации.
Мультинодальной считается организация, у которой окончательной власти нет, поэтому требуется соглашение между двумя или несколькими автономными ответственными лицами.
Гомогенной называется организация, управляющая своими членами в большей степени, чем они управляют этой организацией. Это ведёт к уменьшению разнообразия.
Гетерогенной называется организация, члены которой управляют этой организацией в большей степени, чем она ими, имеющая тенденцию к разнообразию.

## Виды организационных культур
Впоследствии предложенные Р. Л. Акоффом типы организаций были рассмотрены с точки зрения организационных культур и получили распространение в следующем виде:
Унинодальная социальная организация обладает корпоративным типом культуры. Для неё характерны типичная автократическая власть и традиционно управляемая корпоративная культура с жёстко централизованной структурой.
Мультинодальная социальная организация вошла в теорию организации как обладающая консультационным типом культуры. Для неё характерны высокая степень привлечения работников к выбору целей и низкая степень для привлечения работников к выбору средств.
Гомогенная социальная организация стала рассматриваться как обладающая «партизанским» типом культуры. Для неё характерны низкая степень привлечения работников к установлению цели и высокая степень привлечения к выбору средств.
Гетерогенная социальная организация — это организация, обладающая предпринимательским типом культуры. Эта организация характеризуется высокой степенью привлечения работников к выбору целей и выбору средств для достижения поставленной цели.